# Artemis Singers
Artemis Singers ("Cantoras Artemis", em português) é um coro feminista lésbico americano baseado em Chicago, Illinois. Os seus objetivos são criar mudanças positivas nas atitudes culturais em relação às mulheres e artistas femininas e "aumentar a visibilidade das feministas lésbicas".
Fundado em 1980, é um dos primeiros coros feministas lésbicos dos Estados Unidos. Em 2008, Artemis foi introduzido no Hall da Fama de Gays e Lésbicas de Chicago. O grupo só toca músicas criadas por compositoras ou letristas, ou arranjadas por arranjadoras. Durante o período inicial do grupo, elas tinham um diretor musical tradicional designado, mas o sistema evoluiu gradualmente para um sistema auto-organizado e não hierárquico. Atualmente, vários membros atuam como diretoras musicais durante cada apresentação.